# Chronopsychology
『chronopsychology』（クロノサイコロジー）はm-floの6枚目のシングル。1999年11月25日発売。5枚目のシングル『L.O.T. (Love Or Truth)』と同時発売。映画「黒い家」の主題歌となった。

## 収録曲
1. chronopsychology
2. chronopsychology (Coldfeet Remix)
  - COLDFEETによるリミックス。
3. chronopsychology (Blind Patient Mix)
4. L.O.T. (Love Or Truth) (Thelos Mix)
5. The Way We Were
  - バーブラ・ストライサンドのカヴァー曲で、インディーズ時代にm-floが初めてリリースした楽曲でもある。このシングルでは、LISAがボーカルのバージョンが収録されている。